# Eduardo Wiesner Durán
Eduardo Wiesner Durán (Colombia, siglo XX) es un político y economista colombiano de origen alemán.
Egresado de la Universidad de los Andes con posgrado de la Universidad de Stanford. Se desempeñó como ministro de Hacienda de Colombia de 1981 a 1982.
Wiesner fue Presidente de la Asociación de Banqueros de Colombia 1976, Consejo Nacional Profesional de Economía de Colombia 1977. Se desempeñó como Jefe del Departamento Nacional de Planeación. Fue Director del Departamento del Hemisferio Occidental del Fondo Monetario Internacional de 1982 a 1987 y Representante Comercial Especial del Fondo Monetario Internacional desde 1987. Trabajó como Director de la Oficina del Fondo Monetario Internacional en Ginebra desde 1987 y se convirtió en director ejecutivo de Colombia, Brasil y Filipinas en el Banco Mundial en mayo de 1989.